# Пам'ятник Миколаю Копернику (Торунь)
Пам'ятник Миколаю Копернику в Торуні — пам'ятник Миколаю Копернику роботи Крістіана Фрідріха Тіка, відкритий у 1853 році в Торуні. Пам'ятник розташований у Староміському комплексі, на Староміській площі, біля південно-східного кута Ратуші.

## Перший нереалізований проєкт
Астроном Миколай Коперник народився у польському місті Торуні 1473 року. Наприкінці XVIII століття Польща була поділена, а Торунь перейшов до Пруссії. Але від 1807 до 1813 польська державність була тимчасово відновлена, коли в результаті Наполеонівських війн було створене Варшавське герцогство, що включало й Торунь. Під час візиту в Торунь 1807 року Наполеон висловив здивування тому, що в місті немає пам'ятника Копернику. Почувши про це, польський вчений і філософ Станіслав Сташиць задумав спорудити в Торуні такий пам'ятник. Польське римо-католицьке духовенство також підтримало ідею. У 1809 році Наполеон доручив роботу Бертелю Торвальдсену, і з ініціативи Сташиця було закладено перший камінь для пам'ятника. Однак на той час прусська влада, яка все ще номінально керувала містом, не схвалила повне будівництво пам'ятника. Падіння Наполеона припинило існування Варшавського герцогства. Прусська влада відновила повний контроль над Торунем, відклавши проєкт та зрештою змусивши Сташиця змінити місце будівництва на Варшаву, у російській частині Польщі, де в 1830 році було завершено будівництво пам'ятника, спроєктованого Бертелем Торвальдсеном.

## Фінансування та будівництво
19 лютого 1839 року, в день народження астронома, був заснований комітет з дванадцяти громадян, який мав сприяти встановленню пам'ятника. Спочатку планувалося, що відкриття пам'ятника відбудеться в 1843 році, до 300-річчя смерті Коперника.
Спочатку планувалося, що пам'ятник створить Йоганн Готфрід Шадов, але в 1840 році він відхилив пропозицію. 13 грудня 1842 року комітет зі встановлення пам'ятника попросив Шадова порекомендувати одного з берлінських скульпторів, який міг би виконати проєкт і підготувати попередній кошторис. У цьому ж листі асоціація рекомендувала три варіанти пам'ятника (в бронзі, мармурі або у вигляді позолоченого лиття) і пропонувала встановити пам'ятник на Староміській площі, на західному її боці, біля нинішнього костела Святого Духа. 25 березня 1843 року Шадов рекомендував скульптора Крістіана Фрідріха Тіка. Шадов і Тік оцінили вартість встановлення пам'ятника в 6-7 тисяч прусських талерів і рекомендував використовувати бронзу. Наприкінці 1843 року король Пруссії Фрідріх-Вільгельм IV дав дозвіл на спорудження пам'ятника та виділив додатково 2000 талерів. Однак король розкритикував проект Тіка, що зобразив Миколу Коперника у сучасному костюмі.
У результаті невиконання скульптором своїх зобов'язань комітет звернувся до керівництва провінції за дозволом довірити проєкт комусь іншому. У листопаді 1846 року Тік повідомив комітет, що проєкт статуї та постаменту завершено. 15 листопада 1846 року Фрідріх Вільгельм IV схвалив новий дизайн, створений Тіком і Генріхом Штраком. У липні 1847 року почалася робота над макетом пам'ятника в натуральну величину. Водночас Тік повідомив товариству нову вартість пам'ятника, яка мала становити 7570 талерів без ціни постаменту. 3 липня 1847 року компанія та скульптор підписали угоду, згідно з якою Тік протягом тринадцяти місяців мав виготовити модель за 1400 талерів.
У 1848 році макет пам'ятника було пошкоджено або повністю знищено. Тік передав готову модель 2 серпня 1849 року. Відливання було доручено Генріху Фішеру з Берліна. У травні 1851 року Крістіан Тік помер ще до встановлення пам'ятника. Пам'ятник остаточно виготовили та перевезли з Берліна до Торуня лише 12 лютого 1852 року. Урочисте відкриття відбулося 25 жовтня 1853 року.
Статуя, удвічі більша за натуральну величину на 16-футовому постаменті, у 1856 році вважалася одним із лише восьми пам'ятників Копернику. Виконавши своє завдання, комітет продовжив свою діяльність як товариство під назвою Coppernicus-Verein für Wissenschaft und Kunst zu Thorn (Асоціація науки і мистецтва Коперника в Торуні). Багато років Асоціацію очолював Леопольд Прове.

## Пам'ятник
Пам'ятник представляє Коперника в академічному вбранні. Його ліва рука тримає астролябію, а вказівний палець правої вказує на небо. Це символізує зв'язок Коперника з астрономією та дослідженням небес. Пам'ятник розташований на постаменті, навколо якого з'єднані кам'яні лавки, а перед ним — кам'яна криниця.
На п'єдесталі є латинський напис, зроблений Александром фон Гумбольдтом: «Nicolaus Copernicus Thorunensis, terrae motor, solis caelique stator» («Миколай Коперник з Торуня, який зрушив землю, зупинив сонце і небо»).
На звороті постаменту розміщено дату народження та смерті астронома. Використане слово Thorunensis є правильним регулярним прикметником від латинської назви Торуня T(h)orunia, T(h)orunium. Однак на титульному аркуші першого видання «Про обертання небесних сфер» використано іншу його форму: Torinensis.

## Сучасний стан
Пам'ятник перебуває під охороною як елемент історичного планування Старого та Нового міст.
У 2003 році, до 150-річчя спорудження, пам'ятник було відремонтовано. У рамках ремонту було відреставровано кам'яну криницю для води та пащу дельфіна біля підніжжя статуї. 25 жовтня 2003 року відбулися урочистості з нагоди 150-річчя пам'ятника, на яких був присутній спікер Сейму Республіки Польща Марек Боровський.